# ラインシュタディオン
ラインシュタディオン（Rheinstadion）は、ドイツ・ノルトライン＝ヴェストファーレン州デュッセルドルフにあった多目的スタジアム。サッカーのフォルトゥナ・デュッセルドルフとNFLヨーロッパのライン・ファイヤーがホームスタジアムとして使用していた。収容人数は54,000。

## 概要
1925年完成のスタジアムで現役中には、1974 FIFAワールドカップでホストスタジアムとして5試合が、UEFA欧州選手権1988ではホストスタジアムとして2試合が行われた。また、1981年のUEFAカップウィナーズカップや1999年と2002年にはワールドボウル決勝戦会場として使用された事もある。現在は、同地にエスプリ・アレーナが建っている。